# Lithacodia nigra
Lithacodia nigra là một loài bướm đêm trong họ Noctuidae.